# Sobrado na rua Ana Nery, n.º 2
O Sobrado à Rua Ana Nery, n. 2 é uma edificação localizada em Cachoeira, município do estado brasileiro da Bahia. Foi tombado pelo Instituto do Patrimônio Histórico e Artístico Nacional (IPHAN) em 1943, através do processo de número 245.
Atualmente funciona no endereço CIRETRAN e a Galeria de Arte Anastácia.

## Arquitetura
Sobrado de esquina, situado no alinhamento do lote, que data provavelmente do início do século XVIII. Possui planta de forma irregular, sendo recoberto por telhado de 4 águas. Seu programa se distribui em dois pavimentos mais sótão e, primitivamente, destinava o térreo ao comércio e o pavimento nobre ao uso residencial. Por suas dimensões e tratamento deduz-se ter sido de propriedade de uma família abastada. Sua planta atípica é resultado da exiguidade do lote e, no andar superior, possui cômodos intercomunicantes tendo os salões voltados para a rua. O mezanino existente num pequeno trecho é um elemento tipicamente cachoeirano, empregado devido às constantes enchentes do rio Paraguaçu. Suas fachadas robustas, onde predominam os cheios sobre os vazios, são rasgadas por portas e uma única janela no térreo e janelas rasgadas com balcões no andar superior.

## Tombamento
Foi tombado pelo IPHAN em 1943, recebendo tombo histórico (Inscrição 202/1943) e tombo de belas artes (Inscrição 268/1943).